# Patrick Crayton
Patrick Jamel Crayton (DeSoto, Texas, 7 de abril de 1979) é um ex-jogador de futebol americano que atuava na posição de wide receiver na National Football League.

## Carreira como profissional
Crayton foi draftado pelo Dallas Cowboys na sétima rodada do Draft de 2004 da NFL. Ele acabou tendo uma surpreendente primeira temporada em 2004, depois que vários recebedores se machucaram. Em seu primeiro jogo na temporada de 2005, Crayton continuou muito bem com seis recepções e 89 jardas além de um touchdown. Contudo, ele quebrou o tornozelo no meio da temporada e não retornou.
A temporada de 2006 deu a Crayton uma grande renovação, durante a estréia de Tony Romo como quarterback do time. Crayton fez suu primeiro jogo de 100 jardas contra o Arizona Cardinals em 2006. No jogo de wildcard de 2006 contra o Seattle Seahawks, Crayton mergulhou para fazer um touchdown importante.
Durante a temporada de 2007, Crayton se tornou o segundo recebedor do time depois da contusão de Terry Glenn. Em 27 de dezembro de 2007, Crayton recebeu um novo contrato de quatro anos valendo US$14 milhões de dolares. Ele conseguiu 697 jardas em 2007.
Em 2008, Crayton começou como titular em todos os 16 jogos substituindo Roy Williams na posição de titular a partir da Semana 5. Ao final daquela temproada, Patrick fez 39 recepções para 550 jardas e quatro touchdowns.
Em 2009, Patrick ainda era o segundo recebedor do time atrás de Roy Williams depois do corte de Terrell Owens. Patrick começou seis jogos como titular e fez 37 recepções para 622 jardas, fazendo também 5 touchdowns.
Em 2010, ele se juntou ao San Diego Chargers e foi dispensado dois anos depois. O jogador então resolveu se aposentar.